# L'arquer de Sherwood
L'arquer de Sherwood (títol original en italià: L'Arciere di fuoco) és una pel·lícula italiana dirigida per Giorgio Ferroni, del 1971. Ha estat doblada al català.

## Argument
El 1186, el rei d'Anglaterra Ricard Cor de Lleó ha estat fet presoner pel rei germànic Henri IV. El seu genet, Henry de Nottingham, és enviat a terres angleses per tal de demanar al Príncep Jean, germà del rei i regent de la corona, el pagament del rescat. Però Jean es comporta com usurpador, oprimeix el seu poble i no manifesta visiblement cap ganes d'alliberar el seu germà. Nottingham organitza llavors un exèrcit amb pagesos al bosc de Sherwood, es revolta contra el regent i roba els diners dels impostos per distribuir als pobres i pagar el rescat del rei captiu…

## Repartiment
- Giuliano Gemma: Robin Hood / Henry de Nottingham
- Mark Damon: Allen
- Silvia Dionisio: Lady Marianne de Manson
- Mario Adorf: Germà Tuck
- Daniele Dublino: Príncep Joan
- Nello Pazzafini: Petit Joan
- Manuel Zarzo: Will Scarlett
- Lars Bloch: Ricard Cor de Lleó
- Pierre Cressoy: Sir Gay
- Luis Dávila: Sir Robert
- Gianni De Luca: el fals capellà
- Antonio Pica: el baron Rudolf Von Pattenberg
- Furio Meninconi: el taberner
- Giulio Donnini: el primat d'Anglaterra

## Al voltant de la pel·lícula
En aquesta adaptació de Robin Hood, l'heroi principal es diu Henry de Nottingham (i no Robin de Locksley) i, per tant, pertany a la família del xèrif George, normalment enemic jurat de Robin.